# انتونیو مورنو (مدافع)
انتونیو مورنو (انگلیسی: Antonio Moreno؛ زادهٔ ۱۳ فوریهٔ ۱۹۸۳) بازیکن فوتبال اهل اسپانیا است.
از باشگاه‌هایی که در آن بازی کرده‌است می‌توان به باشگاه فوتبال اتلتیکو مادرید و باشگاه فوتبال اتلتیکو مادرید بی اشاره کرد.